# مجید معیوف
مجید معیوف (انگلیسی: Majid Maayouf؛ زادهٔ ۴ اکتبر ۱۹۶۱) بازیکن فوتبال اهل قطر است.

## تیم ملی
وی همچنین در تیم ملی فوتبال قطر بازی کرده‌است.